# Герлах, Леокадия
Леокадия Герлах (швед. Vilhelmine Leocadie Theresia Gerlach, 26 января 1826 — 13 сентября 1919) — датско-шведская оперная певица (меццо-сопрано).

## Биография
Леокадия Бергнер родилась в Стокгольме в 1826 г. Её родителями были таможенный инспектор Карл Вильгельм Бергнер и Шарлотта Вильгельмина Кристина Филп. Она приходилась сестрой актрисе Сельме Хедин и кузиной актрисе и любовнице короля Карла XV Лауре Бергнер. В 1852 г. она вышла замуж за таможенника Карла Эдварда Фоссума, но брак в 1857 г. закончился разводом. Вторым мужем Леокадии стал певец Карл Людвиг Герлах, и она взяла его фамилию.
В 1844 г. Леокадия дебютировала в стокгольмском Mindre teatern в постановке Donaurum, произведя впечатление на зрителей своим голосом. В Швеции предложили отправиться в Париж обучаться дальше, но Йонас Коллин убедил Леокадию присоединиться к труппе Королевского датского театра в Копенгагене, где она могла учиться у Генрика Рунга.
В 1845 г. Леокадия появилась в роли Филиппо в оперетте Рунга Aagerkarl og Sanger. Она играла в разных пьесах множество ролей, включая Терезу в Røverborgen Фридриха Кулау, Этле в Liden Kirsten Эмиля Хартмана, королеву в «Хансе Гейлинге» Генриха Маршнера и мадам Вольтисубито в Recensenten og Dyret Йохана Хейберга.
В 1847 г., выступив с Вильгельминой Шрёдер-Девриент в летнем дворце Сан-Суси, Леокадия получила грант на поезду в Лондон для обучения у Мануэля Гарсиа. После обучения вернувшись в Копенгаген, она получила постоянный контракт с Королевским театром. Она стала ядром труппы, вокруг которого собирались остальные актёры. В последующие годы она исполняла роли Вильгельмины в Jeunesse et folie Эдуарда Дю Пюи, Донны Анны в «Дон Жуане» и Сюзанны в «Свадьбе Фигаро» Моцарта.
В 1858 г. датский король Фредерик VII назначил Леокадию Герлах придворной певицей (Kongelige kammersangere).
В последний раз Леокадия поднялась на сцену Королевского театра в ноябре 1866 г. в главной роли в «Лукреции Борджиа» Доницетти. В том же году из-за разногласий с администрацией она покинула Королевский театр с небольшой пенсией  и в дальнейшем пела в Театре Казино и преподавала вокал. В 1872 г. её приняли в Шведскую королевскую музыкальную академию. В 1873 г. выступая в Германии, она поразила Вагнера своим сильным голосом.
Леокадия умерла в Копенгагене в 1919 г.